# Fatal Tragedy
Fatal Tragedy è un singolo del gruppo musicale statunitense Dream Theater, pubblicato il 6 novembre 2020 come secondo estratto dal sesto album dal vivo Distant Memories - Live in London.

## Descrizione
Si tratta della versione dal vivo dell'omonimo brano contenuto nel quinto album Metropolis Pt. 2: Scenes from a Memory, uscito nel 1999. Secondo quanto dichiarato dal chitarrista John Petrucci, la scelta di pubblicarlo come singolo è dettato dal fatto che è tra i preferiti dai fan durante i concerti:

## Video musicale
Il videoclip è stato pubblicato in concomitanza con il lancio del singolo attraverso il canale YouTube del gruppo.

## Tracce
Testi di John Myung, musiche di Dream Theater.
1. Scene Three: II. Fatal Tragedy (Live at Hammersmith Apollo, London, UK, 2020) – 6:53

## Formazione
Gruppo
- James LaBrie – voce
- John Petrucci – chitarra
- John Myung – basso
- Jordan Rudess – tastiera, keytar
- Mike Mangini – batteria

Produzione
- John Petrucci – produzione
- James "Jimmy T" Meslin – missaggio
- John Arbukle – montaggio audio aggiuntivo
- Peter van 't Riet – mastering